# 1671 Chaika
1671 Chaika (1934 TD) là một tiểu hành tinh vành đai chính được phát hiện ngày 3 tháng 10 năm 1934 bởi Neujmin, G. ở Simeis. The name (Tiếng Nga for seagull) commemorates call sign of cosmonaut Valentina Tereshkova, the first woman in space.